# Tata Nano
Tata Nano — автомобиль индийской компании Tata Motors. Признан самым дешевым автомобилем в мире. Изначально предназначался только для Индии. Представлен на автосалоне в Нью-Дели в 2008 году. 17 июля 2009 года Nano в Индии поступил в продажу по цене минимальной комплектации 100 тысяч рупий (2500 $).
Автомобиль прошёл индийские краш-тесты и отвечает индийским нормам безопасности. Двигатель размещен в задней части авто, он отвечает стандарту Евро-4. Расход горючего составляет ориентировочно 5 л бензина на 100 км.
Проведенный в январе 2013 года краш-тест по методике NCAP показал предельно низкий уровень безопасности: 0 баллов.
Производство автомобиля Nano началось 23 марта 2009 года на заводе Tata Motors в Мумбаи.
Первоначально производство Tata Nano размещалась в штате Западная Бенгалия, но из-за масштабных протестов местного населения производственную линию пришлось переместить в штат Гуджарат, находящийся почти на другом конце страны.
После начала продаж было выявлено несколько случаев возгорания автомобиля. Компания Tata Motors провела расследования, в результате которых объявленными причинами возгорания стали несанкционированные подключения дополнительного оборудования к штатной проводке.
После почти 10 лет производства модель была снята с производства летом 2018 года из-за очень низких показателей продаж.

## Основные характеристики
Кузов сварной, усилен приваренными к полу передними сидениями, нерегулируемыми в продольном направлении. Задняя стенка кузова — глухая (доступ к силовому агрегату и в задний 150-литровый багажник у Таты осуществляется изнутри через складные спинки задних сидений), весной 2015 года автомобиль получил подъёмную дверь багажного отсека. В самой недорогой версии за 2500 $ отсутствуют ремни безопасности, вакуумный усилитель тормоза, уплотнители в дверях, наружные зеркала, «печка», вентиляция салона, магнитола, дефлекторы, рукоятка вентиляции, сиденья обиты дерматином, машина лишена шумоизоляции, но имеет систему оптимизации вибраций кузова.
В задней части автомобиля размещены воздухозаборники для охлаждения двигателя.
Двигатель рядный, двухцилиндровый объёмом 624 кубических сантиметра развивает мощность 33 л. с. и крутящий момент 48 Н·м при 2500 об./мин. Несмотря на малый объём двигателя, автомобиль расходует около 5 л на 100 км пути.
Nano оборудован четырёхступенчатой ручной коробкой передач, весной 2015 года добавлена пятиступенчатая роботизированная трансмиссия. Автомобиль разгоняется до 30 км/ч на первой передаче, до 60 км/ч на второй и до 90 км/ч — на третьей. Максимальная скорость — около 100 км/ч.
Двигатель расположен в задней части под сидениями, но вес скомпенсирован за счет массы самого водителя.
Аккумулятор и 15-литровый бензобак размещены под передними сиденьями. Рулевая колонка представляет собой полую трубу. Колеса крепятся к ступицам на трёх шпильках. Пластик салона фиксируется отформованными в нём защёлками. Уменьшена толщина бамперов. Спереди автомобиля находятся запасное колесо и горловина бензобака, что несовместимо с европейскими нормами безопасности.

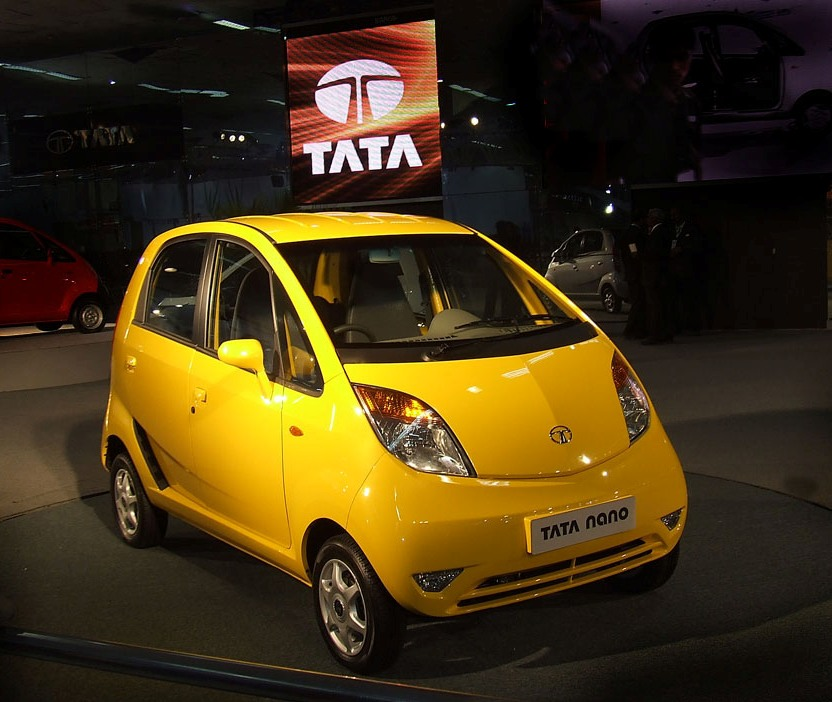
Nano жёлтый
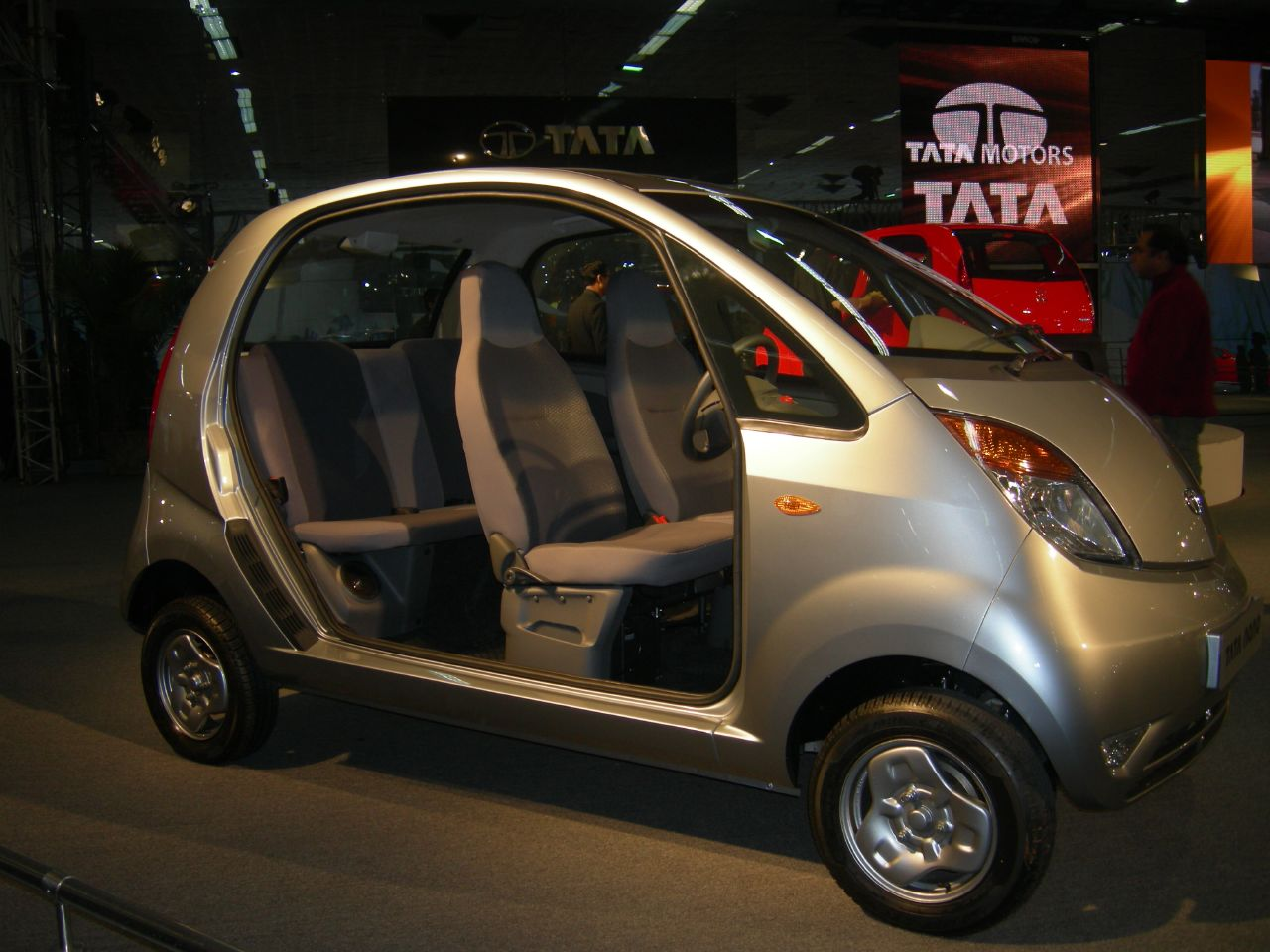
Интерьер Nano
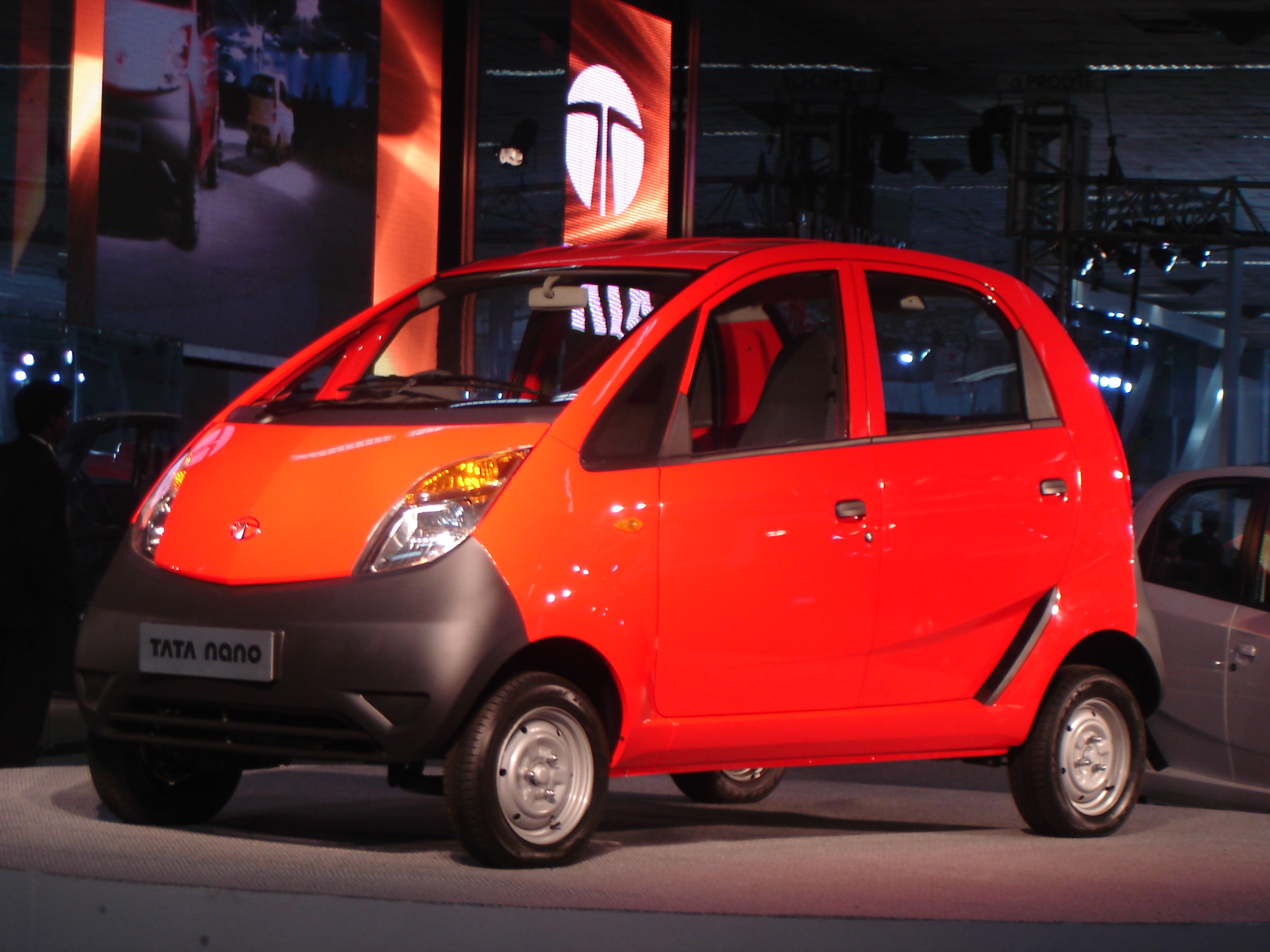
Красный Tata Nano: стандартная модель
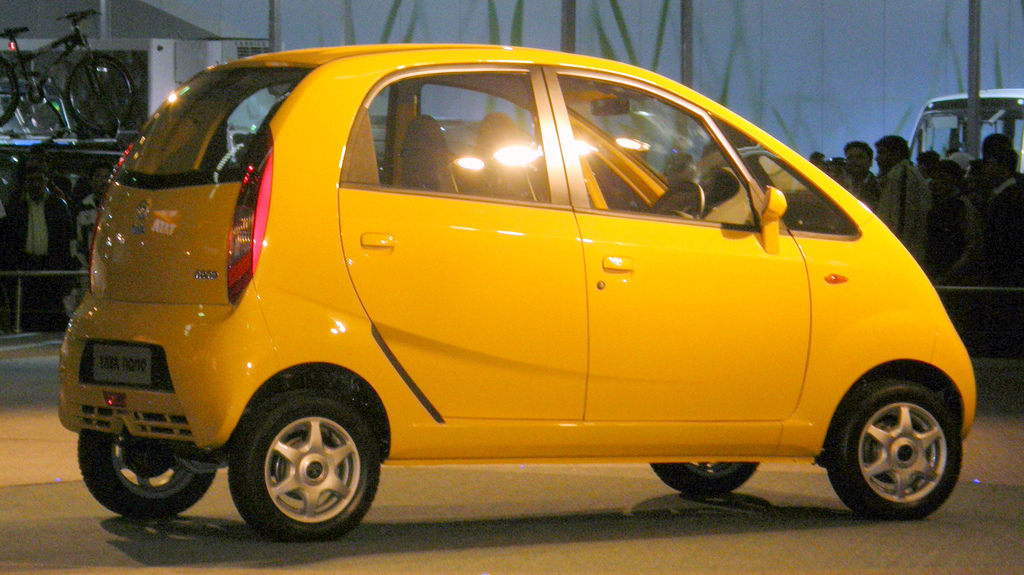
Жёлтый Tata Nano
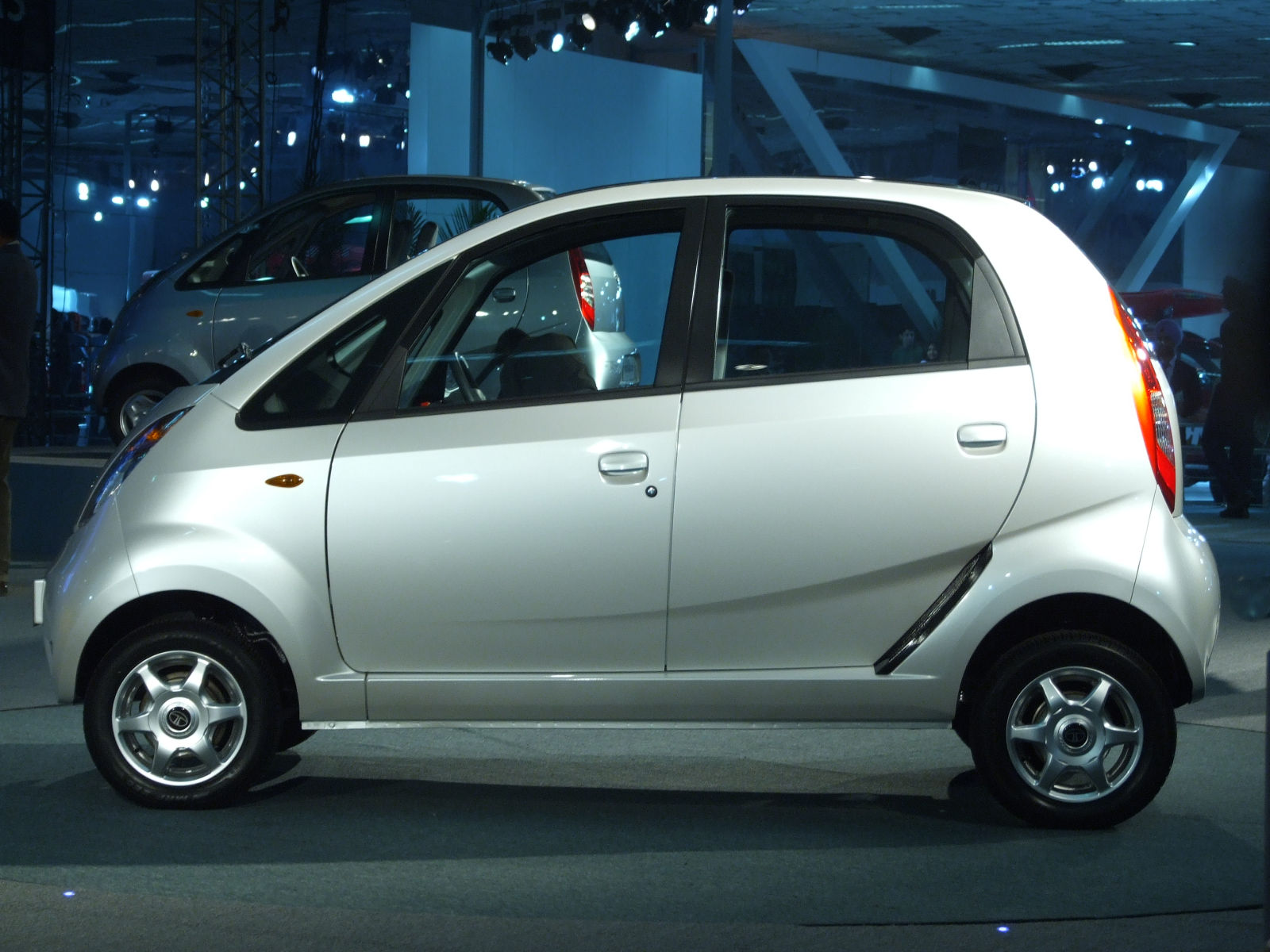
Tata Nano серебристый

## Проект
Развитие проекта самого дешевого автомобиля в мире началось в 2003. Дизайн автомобиля разработан итальянской компанией «I.DE.A Institute».

### Особенности снижения себестоимости
- Глухая задняя стенка (отсутствует задняя дверь или крышка багажника).
- Единственный стеклоочиститель.
- Отсутствие резиновых уплотнителей дверей.
- Отсутствие усилителя рулевого управления в базовой комплектации.
- Три крепёжных болта на колесах (обычно используется не менее четырёх).
- Одно наружное зеркало заднего вида в базовой комплектации.
- Двухцилиндровый двигатель с низким КПД.
- Отсутствие автомагнитолы в базовой комплектации.
- Отсутствие кондиционера и отопителя в базовой комплектации.
- Отсутствие подушек безопасности и вакуумного усилителя тормозов в базовой комплектации.

### Цена
На август 2008 года материальные затраты по развитию автомобиля повысились с 13 % до 23 %.
Стоимость автомобиля в феврале 2015 года 2976 долларов США. (источник — радио «Эхо Москвы», А. Пикуленко)

### Комплектации
Tata Nano доступна в трёх комплектациях:
- Nano (базовая комплектация). В этой комплектации присутствуют: неокрашенные бамперы, дверные ручки, наружное зеркало, одноцветная обивка сидений, ремни безопасности.
- Nano CX. К базовой комплектации добавляются: атермальные стёкла, двухцветная обивка сидений, кондиционер с обогревателем, задние подголовники, вакуумный усилитель тормозов.
- Nano LX. К версии Nano CX добавляются: окрашенные бамперы, дверные ручки и зеркало, тканевая обивка сидений, передние электрические стеклоподъёмники, гнездо для прикуривателя, центральный замок, противотуманные фары.

### Технические спецификации
Размеры:
- пространство для плеча (спереди/сзади) 1130/1130 мм;
- пространство для головы (спереди/сзади) 1042/970 мм;
- пространство для коленей спереди (мин/макс) 720/880 мм;
- пространство для коленей сзади (мин/макс) комната 625/805 мм;
- пространство для бедер спереди (мин/макс) 1004 мм.

## Проектные версии
Помимо обычного бензинового варианта, также ожидаются следующие варианты:
- дизель — предполагается, что будет установлен двигатель объёмом в 0,7 л, и машина с таким двигателем будет иметь экономичность в 2,5 л/100 км[9]
- двигатель сжатого воздуха
- электрическая трансмиссия либо электрическая версия
- гибрид
- Nano Europa

### «Nano Europa»
Модификация «Nano Europa» отличается от индийской версии расширенными передней и задней колеями, внешним видом и материалами отделки интерьера. Автомобиль имеет длину 3,29 м, ширину 1,58 м и базу в 2,28 м, что позволит обеспечить внутреннее пространство для четырёх человек. Из-за особенностей компоновки (мотор в Nano расположен сзади) багажник как таковой отсутствует.
Под капотом расположен 3-цилиндровый двигатель MPFI объёмом 623 см³ (мощностью 33 л. с.), который, по заверениям производителя, соответствует нормам Евро-5. Он работает в паре с 4-ступенчатой механической коробкой передач. По данным производителя, автомобиль расходует в смешанном цикле около 4,0 л на 100 км, а выбросы CO2 в атмосферу составляют 98 г/км.
В базовой комплектации присутствуют ABS и ESP, электроусилитель руля, две фронтальные подушки безопасности, усиленный кузов, кондиционер и электроприводы стёкол.
По предварительной информации, версия «Nano Europa» будет стоить около 5 тысяч евро.
В 2011 году должна была появиться версия для США, причём представители Tata допускали возможность появления двигателя, работающего на биоэтаноле. Такая модификация позволила бы снизить расход топлива до 3,6 л топлива E85 на 100 км пути.

## Продажи автомобиля
Первых покупателей определил 17 июля 2009 компьютер в ходе национальной лотереи — первая серийная Tata Nano досталась индийскому сапожнику, который копил на машину более семи лет, второй экземпляр достался 96-летней фотожурналистке, а третий — 82-летнему бывшему помощнику комиссара полиции.
Стоимость базовой комплектации машины составляет 2800 долларов США. В базовой комплектации доступен электроусилитель руля и электростеклоподъёмники на выбор.

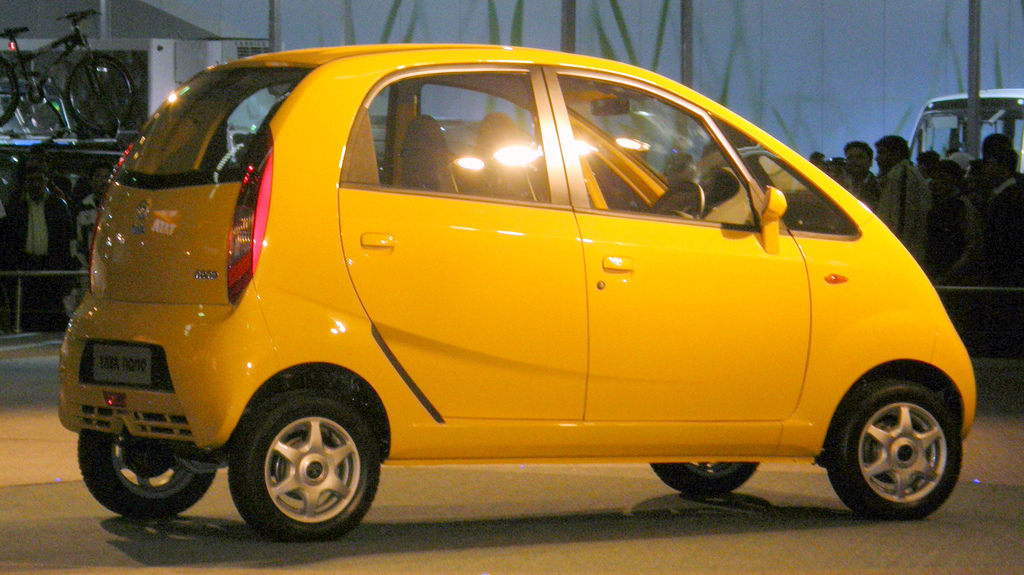
На выставке в Нью-Дели

На день первой продажи более 203 тысяч индийцев заказали себе Nano (мощность завода — около 50 тысяч автомобилей в год).
В последующие годы Nano показал уровень продаж значительно ниже запланированного: пик месячных продаж составил всего 10 тысяч автомобилей, в 2013 году продаётся не более 2,5 тысяч экземпляров в месяц, а за весь 2014 год было реализовано 18,5 тысяч автомобилей, при том что построенный специально для этой модели завод в Мумбаи рассчитан на производство 15-20 тысяч автомобилей в месяц.
В 2013 году производитель автомобиля принял решение о усовершенствовании его дизайна для увеличения продаж. В конце ноября 2017 года в Индии представили обновленный электрокар Tata Nano. В ближайшее время на рынок выпустят 350 единиц электрокаров.

## Интересные факты
- В Индии существует демографическая программа, по условиям которой за отказ семьи от желания иметь ребёнка семья получает возможность выиграть автомобиль Tata Nano, а также множество других менее значимых призов[13].